# Carl Heymann (Verleger)
Carl Samuel Heymann (* 29. November 1793 in Glogau; † 21. August 1862 in Berchtesgaden) war ein deutsch-jüdischer Verleger.

## Leben und Werk
Am 1. Oktober 1815 gründete Carl Heymann im Alter von 21 Jahren eine Buchhandlung in Glogau/Schlesien. Später erweiterte er die Buchhandlung um einen Verlag. 1835 übersiedelte er nach Berlin und wurde Mitglied der Gesellschaft der Freunde. Im Carl Heymanns Verlag erschienen ab 1843 die Entscheidungssammlungen preußischer Gerichte. Auch die erste Textausgabe des Bürgerlichen Gesetzbuches wurde 1896 im Carl Heymanns Verlag publiziert. Als Verleger engagierte er sich sowohl politisch als auch mildtätig. Im Jahre 1846 wurde Heymann vom preußischen König mit dem Titel des Kommerzienrates ausgezeichnet.
Von ungefähr 1851 bis 1855 wirkte Heymann als Direktor der Feuer-Versicherungs-Anstalt Borussia. In den späten 1840er Jahren arbeitete er mehrere Jahre in der Berliner Stadtverordnetenversammlung. 1845 gehörte Carl Heymann zu den Gründungsmitgliedern der Genossenschaft für Reform im Judentum (ab 1850 Reformgemeinde), deren stellvertretender Vorsitzender er wurde. Seit den frühen 1850er Jahren bis zu seinem Tod war er Mitglied zunächst der Repräsentantenversammlung, später des Vorstands der Berliner jüdischen Gemeinde, zeitweise Gemeindevorsitzender.
Carl Heymann starb 1862 im Alter von 68 Jahren an den Folgen einer Cholera-Erkrankung. Sein Grab befindet sich in Berlin auf dem Jüdischen Friedhof Schönhauser Allee.
Heymann war seit 1819 mit Johanna Laskowitz aus Glogau verheiratet. Aus der Ehe gingen neun Söhne und eine Tochter hervor, die 1856 den Berliner Schriftsteller Max Ring ehelichte. Heymanns Sohn Theodor trat in die Fußstapfen des Vaters und arbeitete seit 1849 im Verlag als Teilhaber mit.
Der nach dem Verleger Carl Heymann benannte Carl-Heymann-Preis ist ein Wissenschaftspreis, der zweimal von Carl Heymanns gemeinnütziger Gesellschaft (Frankfurt) für herausragende Leistungen zur vertieften Integration Europas auf der Ebene des Rechts vergeben wurde.